# جويل كابلان
جويل كابلان (بالإنجليزية: Joel Kaplan)‏ هو ضابط ومحامي وسياسي أمريكي، ولد في 1970 في بوسطن في الولايات المتحدة. حزبياً، نشط في الحزب الجمهوري والحزب الديمقراطي.